# Boethus nigripennis
Boethus nigripennis là một loài tò vò trong họ Ichneumonidae.